# Stefano Casini
 (février 2019).
Pour les articles homonymes, voir Casini.
Stefano Casini (né le 3 juin 1958 à Livourne) est un auteur italien de bande dessinée.

## Biographie
Stéfano Casini travaille depuis une vingtaine d'années pour Sergio Botellu. Il a réalisé plus d'une trentaine d'épisodes de la série de science-fiction Nathan Never. Il enseigne également dans une école de graphisme à Florence. En France, il a publié quatre bandes dessinées pour Semic et les éditions Glénat. En 2005, il réalise comme auteur complet pour les éditions Mosquito le polar Moonlight Blues. De 2006 à 2010, il publie chez le même éditeur, les quatre volumes de la saga Hasta la Victoria ! où il met en scène la Révolution cubaine. Cette série a été primée au Festival d'Illzah en novembre 2009[réf. souhaitée].

## Œuvres traduites en français
- Digitvs Dei, Mosquito, France, 2012
- Masques, Mosquito, France, 2011
- Venceremos, Mosquito, France, 2009
- Dernier été à la Havane, Mosquito, France, 2008
- Mambo cubain, Mosquito, France, 2007
- Cuba 1957, Mosquito, France, 2006
- Moonlight blues, Mosquito, France, 2005

## Œuvres publiées en français
- La Vénus du Dahomey, scénario de Laurent Galandon, Dargaud

1. La Civilisation hostile, 2011  (ISBN 978-2-505-01138-5)
2. Le dernier Combat, 2012  (ISBN 978-2-505-01393-8)